# Cho Ha-ri
Cho Ha-ri (kor. 조해리; * 29. Juli 1986 in Seoul) ist eine ehemalige südkoreanische Shorttrackerin.

## Karriere
Cho begann im Alter von acht Jahren in Seoul mit der Sportart Shorttrack. Bei den Shorttrack-Juniorenweltmeisterschaften 2002 in Chuncheon gewann sie im Mehrkampf Bronze. 2003 gewann sie bei den Winter-Asienspielen in Aomori Gold mit der Staffel, Silber über 1500 m und Bronze über 1000 m. 2011 errang sie in Astana und Almaty eine weitere Goldmedaille bei den Winter-Asienspielen, diesmal über 1500 m. Zudem errang sie Silbermedaillen über 1000 m und mit der Staffel. Bei der Winter-Universiade 2007 in Turin gewann sie Silber über 1000 und 1500 m. Cho gewann mehrfach Gold bei den Shorttrack-Weltmeisterschaften. Sie gewann bei den Olympischen Winterspielen 2014 in Sotschi mit der Staffel über 3000 m eine Goldmedaille. Bei den Shorttrack-Weltmeisterschaften 2014 startete sie erneut mit der Staffel, welche jedoch in den Finalläufen disqualifiziert wurde und nur auf den vierten Platz kam.
Bei den Olympischen Winterspielen 2018 arbeitete sie als Kommentator für den südkoreanischen Sender SBS.

## Ehrungen
- 2016: Medaille „Blue Dragon“ der Republik Korea.[2]